# وگاف
وگاف یا اوگاف فرعونی از دودمان سیزدهم مصر باستان بود در دوره دوم میانی بود.

## دوران
بر پایه نوشته فهرست تورین، او نخستین فرمانروای دودمان سیزدهم بوده است. طول دوران او تنها ۲ سال و ۳ ماه و ۲۴ روز بود.
از وگاف تندیسی در حالت نشسته بر جای مانده که به خدای نوبیایی ددون تقدیم شده و در دژ سمنا یافت شده. همچنین سنگ یادبودی در آبشار دوم نیل و بقایای تندیسی از او در کارناک نیز یافت شده‌اند.